# Store Notholmen
Ne doit pas être confondu avec Notholmen, Notholmen (Kaland) ou Litle Notholmen.
Store Notholmen est une île dans le landskap Sunnhordland du comté de Vestland. Elle appartient administrativement à Lindås.

## Géographie
Rocheuse et couverte d'arbres, au nord de Litle Notholmen, à fleur d'eau, elle s'étend sur environ 123 m de longueur pour une largeur approximative de 49 m. 